# Włodzimierz Strzelecki
Włodzimierz Strzelecki herbu Jastrzębiec (ur. 22 lipca 1877, zm. 20 października 1958) – kapitan rezerwy artylerii Wojsko Polskiego.

## Życiorys
Urodził się 22 lipca 1877. Pochodził z rodu Strzeleckich herbu Jastrzębiec. W Galicyjskim Ziemskim Banku Kredytowym, Towarzystwo Akcyjne we Lwowie, działającym przy ul. 3 Maja 5, był zastępcą dyrektora (Ernesta Adama) około 1910/1911, a około 1913 został członkiem rady zawiadowczej.
Został wojskowym C. K. Armii i w rezerwie artylerii polowej został mianowany kadetem z dniem 1 stycznia 1899, następnie zweryfikowany z dniem 1 maja 1900, potem awansowany na porucznika z dniem 1 listopada 1901. Przez lata był przydzielony do 11 pułk artylerii korpuśnej we Lwowie, od około 1904 był urlopowany. Jego jednostka około 1907 została przemianowana na 11 pułk haubic polowych, a on sam w jej kadrze od około 1908/1909 był rezerwistą - byłym oficerem zawodowym. W tym okresie został awansowany na nadporucznika w rezerwie artylerii polowej i górskiej z dniem 1 maja 1909.
Podczas I wojny światowej awansowany na stopień kapitana w rezerwie artylerii polowej i górskiej z dniem 1 marca 1915. Do 1918 pozostawał z przydziałem do macierzystego pułku haubic polowych nr 11.
Po odzyskaniu przez Polskę niepodległości został przyjęty do Wojska Polskiego. Zweryfikowany w stopniu kapitana rezerwy artylerii z dniem 1 czerwca 1919. W latach 20. był przydzielony do 3 pułku artylerii polowej w Zamościu. W 1934 jako kapitan rezerwy pospolitego ruszenia artylerii był przydzielony do Oficerskiej Kadry Okręgowej nr X jako oficer przewidziany do użycia w czasie wojny i pozostawał wówczas w ewidencji Powiatowej Komendy Uzupełnień Sambor.
We Lwowie był znany z działalności finansowej, społecznej, obywatelskiej i narodowej. Był inicjatorem powstania w 1918 i fundatorem spółki fotograficznej „Snapshot”, której punkt handlowy otwarto w mieście w lutym 1919 przy ul. 3 Maja 11, posiadał w sprzedaży bogaty asortyment aparatów i przyborów fotograficznych, a obok działało laboratorium do wywoływania zdjęć. Jako lwowski przemysłowiec Strzelecki był uprawniony do zastępowania zawiadowcy tej firmy. Spółka fotograficzna Snapshot w 1925 została przemianowana na „Kinofot”.
Zmarł 20 października 1958 i został pochowany na cmentarzu komunalnym w Trzcińsku Zdroju.

## Odznaczenia
austro-węgierskie
- Srebrny Medal Zasługi Wojskowej na wstążce Krzyża Zasługi Wojskowej (przed 1917)[17]
- Brązowy Medal Zasługi Wojskowej na wstążce Krzyża Zasługi Wojskowej (przed 1916)[16]
- Brązowy Medal Jubileuszowy Pamiątkowy dla Sił Zbrojnych i Żandarmerii[8]
- Krzyż Jubileuszowy dla Cywilnych Funkcjonariuszów Państwowych[12]